# Bársonyos (település)

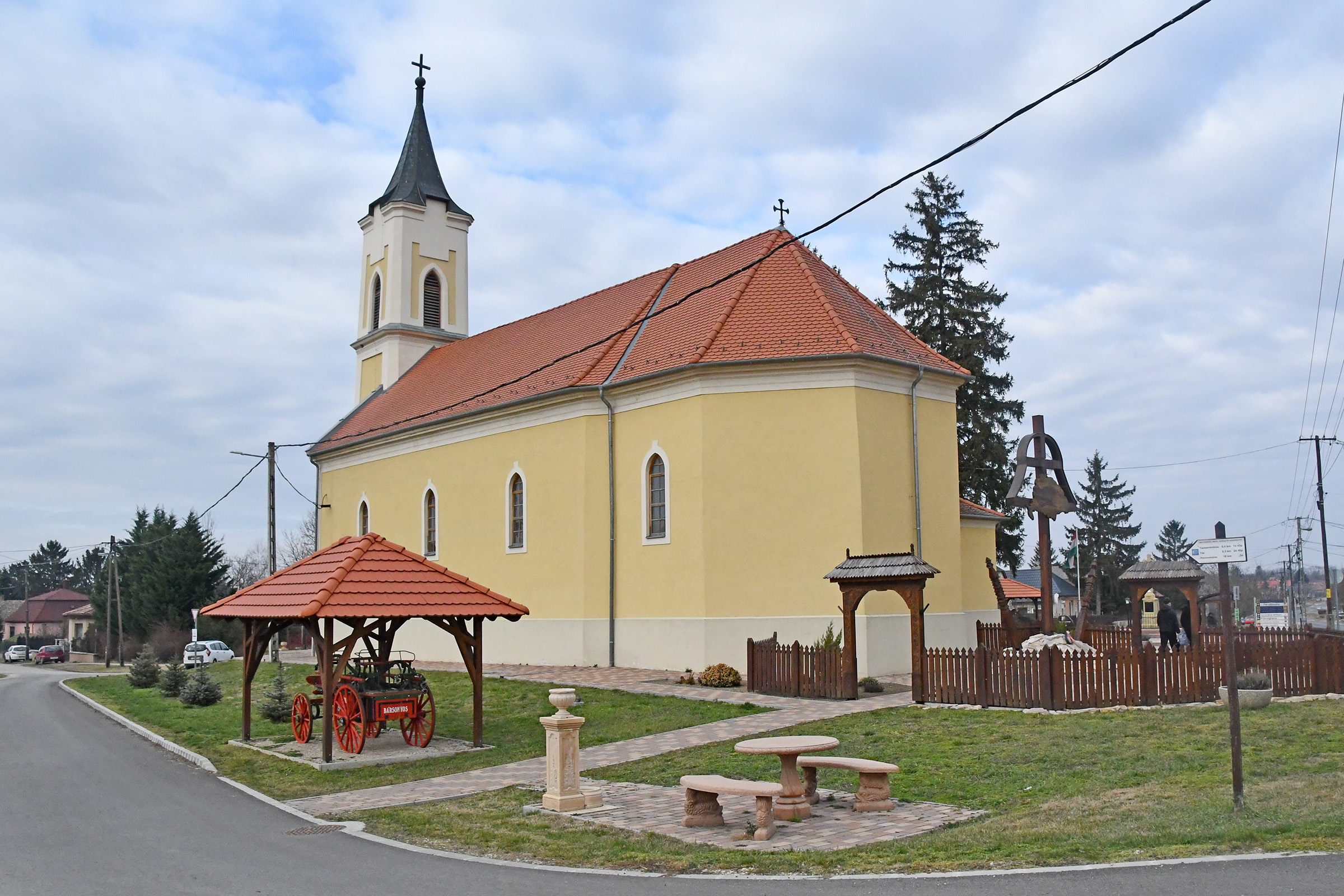
Római katolikus templom

Bársonyos község Komárom-Esztergom vármegyében, a Kisbéri járásban.

## Fekvése
A település Komárom-Esztergom vármegye nyugati szélén fekszik, közigazgatási területe közvetlenül határos Győr-Moson-Sopron vármegyével. Főutcája a Bakonycsernye és Mezőörs külterülete között húzódó 8208-as út. Bársonyos a legészakibb fekvésű olyan település, amelyen ez a mellékút keresztülhalad; nem sokkal elhagyása után beletorkollik a 81-es főútba.
Legegyszerűbb megközelítési útvonala a környék nagyobb városai, Győr vagy Székesfehérvár felől a  81-es főút, amelyről Mezőörs déli külterületén a 8208-as útra vagy Keréktelekinél a 8221-esre kell letérni. Távolsága a 81-estől a 8208-ason 6 kilométer, a 8221-esen pedig 3 kilométer. Sűrűn érintik a Kisbér-Győr között közlekedő és más távolsági autóbuszjáratok is.

## Története

### Bársonyos története a kezdetektől 1678-ig
Bársonyos környékén már az őskorban is laktak emberek. Ennek bizonyítékai azok a neolitikum idejéből származó kőszerszámok, amelyek Keréktelekin kerültek elő.
Azonban az itt élők kultúrájának szintje  nem érte el a velük nyugatról szomszédos keltákénak a fejlettségét.
Bársonyos térségében a kelták közül a boiok telepedett meg. A faluban és környékén előkerült több régészeti lelet is bizonyítja jelenlétüket.
Találtak kelta fibulatöredéket Bársonyos területén, és Tápszentmiklóson is előkerült jó néhány kelta lelet. A győri Xántus János Múzeumban jelenleg is láthatók az itteni kelta civilizáció emlékei.
A felvirágzó kelta kultúrára nagy csapást mért a kimberek és a teutonok vándorlása.
A következő megpróbáltatás a dákokkal vívott háború volt Kr. e. 45 körül.  A kelták túlélték ugyan ezeket a háborúkat, de annyira meggyengültek, hogy a római hódítás már nem ütközött különösebb akadályba.

### A római uralom a térségben
„A pannóniai törzseket, amelyeket az én principátusom előtt a római nép sohasem közelítette meg, Tiberius… révén, aki mostohafiam és legátusom volt, legyőztem, és a római nép hatalma alá vettem…” írja Augustus császár (Kr. e. 21-Kr. u. 14) önéletrajzában.
Ezzel kezdetét vette Pannonia tartományban a római kor. A jelenlegi Bársonyos környékén egykor áthaladó római hadi utak kereszteződésénél a római itineriáriumok egy Crispiána nevű települést jelölnek. Ennek pontos helyét a kutatók még nem határozták meg, régészeti feltárása várat magára. A faluban és környékén sűrűn előkerült római leletek: „Cassius” bélyegű téglák, sírkövek töredékei, egy Bacchus-szobor stb. mindenesetre bizonyítják a római civilizáció hajdani jelenlétét a térségben. Sok római pénz, érme is van a leletek között: a provincia megszervezése körüli korszakból Caligula érméje, a késő római korszakból pedig számos éremlelet: Constantinus császár pénzei, Valens veretei valamint Juliánus apostata bikás érméje.
A népvándorlás során a hunok hatalmába került a terület. 453-ban Attila halála után a leigázott germán népek fellázadtak a hun uralom ellen. 454-ben a Nadeo folyó mellett vívott csatában a hunok vereséget szenvedtek, s Pannónia és vele Bársonyos térsége is a gótok birtokába került. Amikor a gótok elhagyták Pannóniát, helyükre egy másik germán nép, a longobárdok költöztek. A longobárdokat a Kárpát-medencébe kagánjuk, Baján vezetésével 576-ban behatolt lovas nomád avarok űzték el 578-ban. 
Bársonyos térségében az avarok letelepedésének több tárgyi bizonyítékát is megtalálták a régészek, Tápszentmiklóson, a Borba-dűlőben pedig egy késő avar kori temetőt, több mint száz avar kori sírt tártak fel.
Az avarok hatalmát a Dunántúlon a frankok törték meg. Nagy Károly (768–814) frank uralkodó 796-ban és 803-ban vezetett két hadjárata meghódolásra bírta az avarokat. A terület előbb a tudun majd a frankoknak meghódoló kagán vezetése alatt a Frank birodalom avar hűbéres fejedelemsége lett, majd frank őrgrófsággá alakult. A területet ekkor avarok és szlávok lakták. A szlávokat, akik a mai szlovének elődei voltak, az avarok telepítették erre a vidékre.
A IX. század második felében a Kisalföld a Duna túlsó partján létrejött Morva állam és a frankok közötti súlyos harcok színterévé vált. 884-ben a morvák átkeltek a Dunán, és elpusztították a teljes Rábán túli Pannóniát (884: Pannonia de Hraba flumine or. tota delenda est). A frank-morva háborút a térség történelmét több mint egy évezredre meghatározó esemény zárta le, a magyar honfoglalás.

### Bársonyos és környéke a honfoglalás után
A lovas nomád magyarok törzsei a bolgárokkal vívott háború során 895-ben kezdték meg a Kárpát-medence elfoglalását.
Anonymust olvasva arra következtethetünk, hogy Árpád vezér hadai Bársonyos területén is áthaladtak, amikor Pannónia elfoglalása során a mai Székesfehérvár környéki Noé hegyről indulva a Móri-árkon át a pannonhalmi hegy felé vették útjukat. A fejedelem személyesen is megcsodálta a bársonyosi dombokat, ha hihetünk Anonymusnak, aki ezt írja: „Árpád fejedelem és vitézei imígyen vonulva Szent Márton hegye mellett táboroztak le, és mind maguk, mind állataik ittak Sabaria forrásából. Amikor a hegyre felhágtak, Pannonia gyönyörűséges földje láttán nagyon megörültek.” A pannonhalmi hegyről ugyanis a bársonyosi dombok is jól láthatóak.
A mai Bársonyos területén talán már a honfoglalók közül letelepedtek egyesek. Erre utal, hogy valaha létezett itt a Nyék törzs, az egyik hongfoglaló törzs nevét viselő település. Nyék a középkorban eltűnt a térképről, területén ma Bársonyos és Bakonybánk osztozik, de nevét őrzi a Bársonyos területén is átfolyó Nyéki-ér nevű patak.
Kézai Simon krónikájában III. Henrik német-római császár 1051. évi hadjáratával kapcsolatban említi Bársonyost.
III. Henrik október közepén kezdte meg a visszavonulást Fehérvár alól a Móri-árkon keresztül. A visszavonulás során először Bársonyos hegyén pihent meg (in monte Barsumus) – írja Kézai Simon. Csapatai a magyarok felperzselt föld taktikájának következtében ekkor már hónapok óta éheztek. I. András király és Béla herceg csapatainak villámgyors rajtaütései pedig a végletekig elcsigázták és kimerítették a németeket. III. Henrik ezért innen, a Bársonyos-hegy alatti táborból békeajánlattal fordult András királyhoz. Erről ezt írja Kézai Simon: „A király pedig tanácsot tartva a hagyomány szerint irgalmasan megkegyelmezett neki (III. Henriknek). Ő, miután táborát útnak indította, először, mint mondják, a Bársonyos-hegyen tartott pihenőt. De mert az éhségtől és a szomjúságtól elgyötörtek voltak, a király roppant mennyiségű ételt és italt adott nekik. Ettől nagyon sokan megrészegedtek, és amikor a császár őrszemei elbizonytalanodott pillantásaikkal azt látták, hogy a magyarok ide-oda nyargalásznak, azt hitték, hogy az egyességben valami csel van, és a seregeknek ezt tudtára adva azt mondták, hogy azok az ő üldözésükre jöttek. És bár sokakat a betegségtől elcsigázva kocsikon, bársonypárnák között szállítottak, ezek a kocsikat és a bársonypárnákat odahagyva lóra kaptak, és pirkadatkor Örs faluhoz értek. Miután a várnagy, aki a kapuban volt, észrevette, hogy az országútról letérve a süppedékes és nehezen járható mocsaras területen át fegyveres had közeledik, az övéivel együtt fegyvert ragadott. S miközben az áthaladó csapatot távolról szemlélve figyelte, észrevette, hogy a betegek, akik odahagyva a kocsikat és a párnákat lovakon kaptak fel a Bársonyos-hegyre, ismét kocsira téve kelnek át a mocsáron. Ezeknek a pajzshordozói, amint megpillantották a várnagy csapatait, otthagyva a kocsikat és a kocsikon az uraikat, elmenekültek. Ezután jöttek a parasztok, hogy a kocsikat elvigyék; a kocsikon lévő urakat meggyilkolták, holttestüket  a vízbe dobálták. E betegek közül, pedig egyesek közkatonák, mások grófok, sőt néhányan őrgrófok voltak. Ezért azon az átkelőhelyen, ha a víz kiszárad, mind a mai napig szoktak lószerszámokat, kardokat és több más ezekhez hasonló dolgokat találni. A hegyet azután a környék lakói az így elhagyott párnák miatt, melyek bársonyból voltak, elnevezték Bársonyosnak.” Kézai tudósításában nem említ települést a hegy közelében, s nincs is bizonyíték 11. századi falu létezésére, a „környék lakói” említése mégis erre enged következtetni.
Könyves Kálmán (1096–1116) uralkodása alatt a Szent István által nyitott zarándokút, amely nagyjából a mai 81-es főút nyomvonalán haladt, különösen mozgalmassá vált, ugyanis a II. Orbán pápa alatt meghirdetett első keresztes hadjáratra indulók 1096-ban a szárazföldi utat választották a Szentföld felé. A lovagok, kíséretük és a velük útra kelő rengeteg módos vagy szegény zarándok, koldus és mindenféle gyülevész népség népes tarka csapatokban vonult el a Bársonyos-hegy alatt.
Itt vonult el szeptember végén, október elején a keresztes hadjárat tulajdonképpeni serege is Gottfried alsó-lotaringiai herceg vezetésével, de ezek a francia és német csapatok már fegyelmezetten, szervezetten vonultak.

### Bársonyos a középkorban
A mai Bársonyos középkori elődje több kisebb település volt a környéken. Templomuk az Antiokheiai Szent Margitnak szentelt templom volt, amely valamikor 1235 előtt épült, és az 1530-as évek közepéig használták. Romjai még az 1700-as évek közepén is álltak a Temető-hegyen.
Az egyik település Szöllős volt (ma Öreghegy),  a másik Bársonyos, amelynek nevét idővel a környék többi települése is átvette. Bársonyos a falu mellett magasló Bársonyos-hegyről (ma Temető-hegy és Strázsa-hegy) kapta a nevét. Ezt a falut a középkor első felében a latin nyelvű oklevelekben Catlunak esetleg Catlnak hívják (in predia Barsunus quodvocatur Catlu).
Valószínűleg Catlu, Kált volt a mai Bársonyos és Bakonybánk valamint Kát közös elődje. Catlu, vagy Kált több részből állt, és igen népes település volt. A települések elkülönülése és összeolvadása úgy ment végbe, ahogy a pannonhalmi Szent Márton apátság (ma Pannonhalmi Bencés Főapátság) birtokokra és emberekre tett szert Catluban. Mivel a Catlu név a birtokos Kált személynevéből származik, az apátság birtokába került földekre és településrészekre már nem alkalmazták. Ezért vált egyre általánosabbá a Bársonyos elnevezés, amelyet egy ideig a Catlu névvel együtt használtak (Barsunus quodvocatur Catlu). Azok a birtokok, amelyek a Kált leszármazottai kezén maradtak, megőrizték eredeti nevüket. Később Bánk is kivált Catluból, és az eredeti nevet már csak Kát őrizte meg, amely legtovább maradt a Káltháziak kezén.
A Szent Márton apátság fokozatosan egyre több és több földet szerzett a környéken, ezeket mind Bársonyoshoz csatolták. A legnagyobb területnövekedést a társtelepülés, Szöllős Bársonyosba olvasztása hozta valamikor az 1400-as évek második felében.
Az 1190-es évek vége, és az 1210-es évek közötti időszak a legkorábbi, amelyre az említett településekről adatokat lehet találni a fennmaradt középkori feljegyzésekben. A falvak lakói ezek szerint ekkor három testvérnek Kált, Ambrus és Opos helyi nemeseknek, a király vitézeinek szolgálatában álltak. Káltnak és két testvérének sok birtoka volt az említett falvakban, Szöllősön, Bársonyoson és Catluban, de Ölbőn, Écsen és még sok más környékbeli faluban is. Nemzetségük tagjai, rokonságuk kiterjedt az egész vidékre.
A falvak lakói, mint erről az 1230-as és 1240-es évek között kelt oklevelek tanúskodnak, ekkor már fejlett gazdaságokkal rendelkeztek. A földművelésben a talajváltó rendszert alkalmazták. A falvak határát dűlőkre osztották. Az éppen művelt területen kívül a többi föld pihent, ezt a parlagot, ugart mezei föld néven emlegetik az oklevelek. A települések akkori meglétét III. Bélának (1172–1186) a falu területén előkerült érméi is tanúsítják.

### A tatárjárás
1241-ben Batu kán és tatár hordái véres harcokban áttörték a Kárpátok hágóit és elözönlötték az Alföldet. IV. Béla fegyverbe hívta az ország minden fegyveresét és megpróbálta kiszorítani őket, de a muhi csatában súlyos vereséget szenvedett. A tél beálltával a tatárok (mongolok) elözönlötték a Dunántúlt is.
Oros apát elrendelte, hogy a bársonyosiak, és az apátság többi birtokán lakók minden értéküket hordják az apátságba, szedjenek össze minden élelmet, hogy akár hosszú ostromot is képesek legyenek kiállni.
A tatárok a hideg ellenére hozzáláttak a kolostor ostromához. A védők azonban vitézül ellenálltak.
Kadán tatár vezér ezért úgy döntött, hogy nem folytatja a kemény diónak bizonyult apátság ostromát, és seregét Székesfehérvár felé irányította. Bársonyost azonban a környék többi falujával együtt irgalmatlanul kifosztották és felperzselték.52
1242 őszén a tatárok elhagyták az országot. A kolostorba menekült falusiak többsége túlélte a megpróbáltatást, de falvaik romokban hevertek. A bársonyosiak is visszatértek lerombolt falujukba, és nekiláttak, hogy romjaiból újra felépítsék.

### Az érett középkori Bársonyos
Az 1200-as évek végén Magyarországon a oligarchia megerősödése következtében egy-egy nagyúri nemzetség egész országrészek fölé terjesztette ki hatalmát többnyire erőszakos módszerekkel. 1304-re a pannonhalmi szerzetesközösség is megtört az állandó támadások miatt, és meghódolt a Kőszegiek előtt. A nagyurak érdekeik képviseletére megkövetelték a konventtől, hogy pannonhalmi várnaggyá Vönöcki Jakab fia Sándort tegyék meg, aki a Kőszegiek hűséges familiárisa volt. Később arra is rákényszeríttették a konventet, hogy apáttá válassza Kőszegi Miklóst (1312–1318), a nemzetség egyik nagy hatalmú tagját. Az apátság és vele együtt Szöllős, Bársonyos és Kált mintegy másfél évtizedre a Kőszegiek birtokának részévé vált.
I. Károly (1307–1342), Magyarország új királya mindent megtett, hogy a tartományurak hatalmát megtörje. Küzdelmében, amely nem volt eredménytelen, a tartományuraktól sokat szenvedett egyház is támogatta. Hűséges lovagja, Köcski Sándor vezetésével 1318-ban a pannonhalmi Szent Márton apátságot is sikerült megszabadítani a Kőszegiek uralmától. Az Anjou dinasztia további évei alatt béke és nyugalom uralkodott a vidéken, s bizonyára Bársonyos, Szöllős és Kált lakói is csendesen élték életüket, mert ebből az időből kevés tudósítás maradt fenn róluk. 1336-ból Szöllősről maradt fenn egy oklevél, amelyben a falucska birtokviszonyait rendezik. Négy jobbágytelekről és a hozzá tartozó egyéb földekről van benne szó.
1357–58 között Bársonyos területe tovább gyarapodott. Szigfrid apát egy hosszas és nehéz per eredményeként, amelyet a Kálti család ellen folytatott, Bársonyoshoz csatolhatta a Kált és Bársonyos között fekvő Hosszútelek nevű földet. A falu új, jelentősen megnövekedett határainak kijelölésébe a környékbeli nemeseket is bevonták. 
Fennmaradt egy oklevél egy határjárásról, melynek során vármegyei nemesek végigjárták a vidéket, hogy a környékbeli falvak határait pontosan megállapítsák. Ebből tudjuk, hogy a falu földjei északon egészen Ölbőig nyúltak, Mezőörs és Bársonyos között pedig árok és földtöltés jelölte a határvonalat.
Az 1400-as években általánossá vált Magyarországon a "falupusztásodás". Ez e vidéken is elősegítette a települések, földek, prediumok egy faluvá, itt Bársonyossá koncentrálódását.
1422-ben Miklós apát és konventje megállapította, hogy a Bársonyos melletti szőlők pusztulnak, s feljegyzésekből az is kiderült, hogy Szöllőst elhagyták lakói. A Szent Márton apátság erőfeszítéseket tett e folyamat megállítására, de eredménytelenül. Szöllős megszűnt létezni, földjei, erdői, rétjei Bársonyoshoz kerültek. Feltehetően ezek alkotják a mai Öreghegyet.

### A faluHunyadi Mátyásbirtokában
Az 1458-ban trónra lépő Hunyadi Mátyás (1458–1490) 1472-ben saját irányítása alá vonta a kolostort és birtokait. Így lett Bársonyos 1472-től 1490-ig Hunyadi Mátyás birtoka. 1488-ban a király adószedői megérkeztek a faluba, felmérték a falusiak birtokállományát, anyagi helyzetét, és megállapították, hogy a falu tíz aranyforint adót köteles befizetni a királyi kincstárba, vagyis ekkor tíz jobbágytelek volt Bársonyos telekállománya.
Mivel a királyi adószedők a környék birtokait is felmérték, össze lehet hasonlítani a falu anyagi helyzetét a környező településekével, s megállapítható, hogy a jómódú települések közé tartozott. Hunyadi Mátyás halála után Bársonyos visszakerült a Pannonhalmi apátság birtokába.

### A késő középkori Bársonyos
Az 1510-es években a pannonhalmi Szent Márton apátság Tolnai Máté apát ideje alatt a Kálthy családtól újabb földeket szerzett bársonyosi birtokához. A falu területe jelentősen megnőtt.
A bársonyosiak Máté apát és az Écsen birtokos pápóczi prépost vitás ügyeinek "rendezésében" is tevőlegesen részt vettek. A környék nyugodt életét még a mohácsi vész előtt megzavarta azonban, hogy a Bársonyossal szomszédos falvak, Mezőörs és Bakonyszombathely egy gátlástalan nagyúr, Török Imre kezére kerültek, aki úgy gondolta, hogy a két faluja között fekvő Bársonyos, és a bársonyosi földek jól kiegészítenék birtokait. A pannonhalmi apátság természetesen nem akart megválni a falutól, ezért Török Imre erőszakhoz folyamodott, emberei egy évtizedig zaklatták a települést.

### A pusztulás
1526-ban a  mohácsi csatában megsemmisült a magyar királyság ereje. 1529-ben Szulejmán serege már a Duna mentén menetelt felfelé, hogy elfoglalja Bécset. Az akindzsik széles sávban perzseltek, raboltak, amerre vonultak. A fosztogatók elérték Bársonyost is. Két évvel később, amikor adóösszeírók érkeztek a faluba, feljegyzést készítettek a pusztításról. 1531-ben Bársonyos siralmas képet mutatott. Tizenkét portáját kegyetlenül felperzselték, csak hét család maradt a faluban, s négyen ebből is olyan szegények voltak, hogy még az adóösszeírók szerint sem voltak képesek adófizetésre.
1532-ben I. Szulejmán pusztító seregei újra Magyarországra jöttek, s a védtelen Bársonyost is ismét feldúlták.
A következő adóösszeírás négy év múlva, 1536-ban azt mutatta, hogy már csak két portán éltek emberek a faluban. A lakók elhagyták Bársonyost, elmenekültek vagy áldozatul estek a törököknek, akik megölték, vagy elhurcolták őket. Csak az üres templom és a romos házak emlékeztettek a település hajdani életére.

### A török kor
1543-ban Székesfehérvár elestével Bársonyos térségének helyzete válságosra fordult. A székesfehérvári törökök minden évben pusztító portyákat vezettek a térségbe. A falu és tágabb környezete csaknem két évszázadra hadszíntérré változott. Ilyen körülmények között lehetetlen volt újrakezdeni az életet. A faluban csak több mint kétszáz év után tudott újraindulni az élet.
A rombadőlt falu és elhagyott középkori temploma, a Szent Margit-templom, amely a mai Temető-hegyen állt, gyakorta került a magyar-török határmenti összecsapások, portyák középpontjába. A falu dombvonulata, amely kitűnő kilátást nyújt a Kisalföldre, ideális megfigyelőponttá teszi a helyet, nem véletlenül kapta a dombvonulat legészakibb pontja, ahol most egy geodéziai torony áll, a Strázsa-hegy, vagyis őrhegy nevet. Buda 1541-es, majd Székesfehérvár 1543-as elfoglalása után a Kisalföld falvai ellen induló török portyák, támadások gyakori támaszpontja lett a romos falu. Noha maga a falu lakatlan volt, Bársonyos földjei nem maradtak megműveletlenül. Az 1650-ben készült feljegyzések szerint a hegyen álló romos Szent Margit-templomot kiterjedten övezik a falu földjei. Kelet felől a bársonyosiak erdői, nyugati és déli irányban szántói helyezkednek el terjedelmes rétekkel és kaszálókkal. Itt volt az a halastó is, amelyet korábbi oklevelek Barátok tavaként említettek. Ezt a tápiak bérelték és el is nevezték Tápi tónak. A réteket Nyalka falu lakói kaszálták, az erdőket pedig a mezőörsiek vették használatba. A szomszéd falvak lakói azonban hűtlen gazdái voltak a bérelt földnek, s több területet önkényesen el is sajátítottak belőle. Gencsy Egyed főapát (1667–1684) így panaszkodott rájuk: „Bársonyosnak igen nagy rétje volt azelőtt, a malomra szolgáló ér (valószínűleg a Bakony-ér) mellett felment egészen Káltházától Pörvátig, de a szentmiklósiak úgy elfoglalták, hogy csak az alsó és felső részén vagyon egy-egy darab. Földjei bőven voltanak, de most igen elparlagultak; barom-élő földje elegendő, hol a tápiak, hol az örsiek árendálták 40 olykor 50 forintért magyar részről.”
A főapát nem csupán panaszkodott, de cselekedett is. 1678-ban felmondta a bérletet a tápiakkal, s hosszas egyezkedés után valószínűleg visszavette és egy tagban adta újra bérletbe a jogtalanul elfoglalt földeket.

## Népesség
A település népességének változása:
| Lakosok száma | 774  | 767  | 751  | 736  | 756  | 690  | 696  |
|               | 2013 | 2014 | 2015 | 2021 | 2022 | 2023 | 2024 |

A 2011-es népszámlálás során a lakosok 84,8%-a magyarnak, 0,4% cigánynak, 0,4% románnak mondta magát (15,2% nem nyilatkozott; a kettős identitások miatt a végösszeg nagyobb lehet 100%-nál). A vallási megoszlás a következő volt: római katolikus 58,7%, református 3,9%, evangélikus 1,7%, felekezeten kívüli 3,8% (31,7% nem nyilatkozott).
2022-ben a lakosság 94,3%-a vallotta magát magyarnak, 0,4% németnek, 0,3% szlováknak, 0,3% románnak, 0,1-0,1% szerbnek és cigánynak, 1,5% egyéb, nem hazai nemzetiségűnek (5,4% nem nyilatkozott; a kettős identitások miatt a végösszeg nagyobb lehet 100%-nál). Vallásuk szerint 41,5% volt római katolikus, 4,2% református, 1,6% evangélikus, 0,3% görög katolikus, 0,4% egyéb keresztény, 2,2% egyéb katolikus, 13,6% felekezeten kívüli (36,1% nem válaszolt).

## Közélete

### Polgármesterei
- 1990–1994: Gyökeres Sándorné (független)[5]
- 1994–1998: Gyökeres Sándorné (független)[6]
- 1998–2002: Gyökeres Sándorné (független)[7]
- 2002–2006: Gyökeres Sándorné (független)[8]
- 2006–2010: Lamanda Károlyné (független)[9]
- 2010–2014: Lamanda Károlyné (független)[10]
- 2014–2019: Kálnai Lajos (független)[11]
- 2019–2024: Kálnai Lajos (független)[12]
- 2024– : Kálnai Lajos (független)[1]

## Nevezetességei
- Bársonyos az Ászár-Neszmélyi borvidék része. A falu nyugati részén és Öreghegyen vannak a híres bársonyosi szőlők. A Strázsa-hegy tetejéről szép kilátás nyílik nyugatra: a Kisalföldre Pannonhalmáig, sőt tiszta időben Győrig, kelet és északkelet felé pedig a Bakonyig és a Vértesig.
- Szent Orbánnak, a szőlősgazdák és szőlők védőszentjének szobra a Föveny-dűlő bejáratánál áll. A Strázsa-hegy oldalában, a Föveny-dűlőben és Öreghegyen az 1700-as évek közepe felé építették a mai pincesorok első pincéit.
- A Strázsa-hegy folytatása keleti irányban a Temető-hegy. A hegy széles tetején még láthatók azok a földhányások, amelyek feltételezhetően a középkori Antiochiai Szent Margit-templom helyét, kerítőfalát, és a körülötte kialakult falusi temetőt jelölik. A dombtető közepén egy fakereszt emlékeztet az itt állt templomra és temetőre.
- A falu római katolikus temploma 1765-ben épült, főoltárának képe a Szeplőtelen Fogantatás ikonográfiai témáját ábrázolja. A templom mögött áll a falu egyetlen műemléke, a klasszicista stílusban épült plébánia. A plébánia építését 1767-ben kezdte el a Pannonhalmi Bencés Főapátság, majd 1847–1848-ban jelentősen kibővítették. Az épület főapáti nyaralóként is szolgált.
- A faluhoz tartozó Pervátpusztán 1907-ben századfordulós stílusban épült szép kastély ma idősek szociális otthona.
- A terület természeti értékét az érintetlen természeti környezet és a táj szépsége mellett néhány itt élő különleges élőlény jelenléte is növeli.
- Jékey-kastély

## Híres emberek
- Baicsi Jakab Ignác bencés papíró a plébánián dolgozott (1822–1825).
- Itt született Kovács Márk János (1782–1854) bencés szerzetes, tanár, hitszónok, költő.